# Biblioteca Nacional de Palestina
La Biblioteca Nacional de Palestina (en árabe: المكتبة الوطنية الفلسطينية‎) es la biblioteca nacional del estado de Palestina. La biblioteca está ubicada en la ciudad de Ramala en Cisjordania.
La Biblioteca Nacional de Palestina se construyó originalmente como una casa para huéspedes del presidente de la Autoridad Palestina, Mahmoud Abbas. Pero en agosto de 2017, este anunció que el inmueble, de 4700 m², se convertiría en la biblioteca nacional de Palestina. El gobierno había determinado que era más útil para la población su uso como biblioteca abierta al público.

## Objetivos
El exministro de Cultura palestino Ihab Bseiso está al cargo de llevar a cabo las numerosas y largas gestiones que se necesitan para crear el fondo archivístico de la biblioteca. Su principal objetivo es recopilar documentos sobre la historia de Palestina que se encuentran diseminados en archivos del mundo entero, para que los puedan consultar investigadores y el público en general. Hasta la fecha los diversos intentos de crear archivos históricos palestinos fueron abortados: el centro Orient House de Jerusalén fue cerrado por las autoridades israelíes en 2001 y la Arab Studies Society en 1988, dejando inaccesibles los 80.000 manuscritos y libros que contenían. Israel también confiscó 25.000 libros de la Biblioteca del Centro de Investigación de la OLP (Research Center Library) y del centro de archivos de Beirut en 1982. Por otro lado, requerirán la colaboración de países que tuvieron un papel determinante en la historia del país; Turquía conserva mucha documentación relativa al período otomano, y el Reino Unido también posee documentos clave sobre el mandato de Palestina.

## Actividades

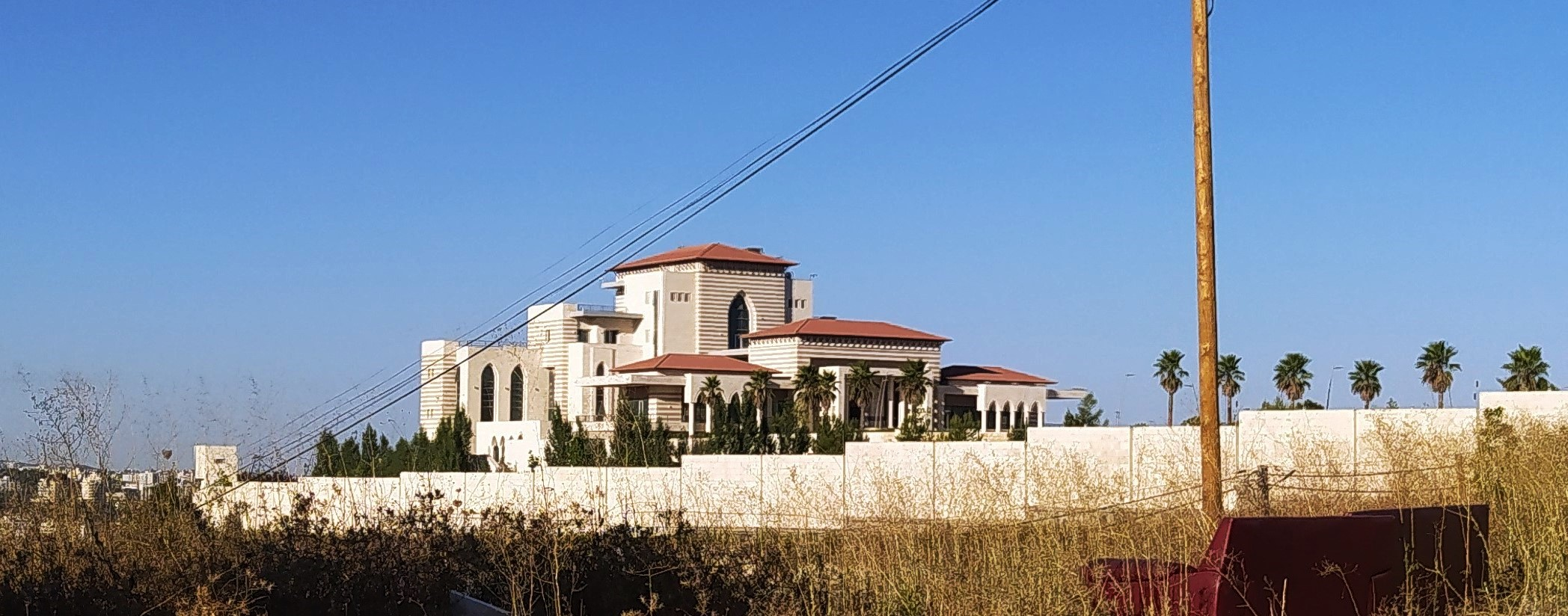
Vista de la Biblioteca Nacional de Palestina en 2023.

A los pocos meses del anuncio de su creación, la biblioteca albergó la Feria Internacional del Libro de Palestina (Palestine International Book Fair) del 3 al 13 de mayo de 2018. Más de 500 editoriales árabes iban a participar pero Israel negó la entrada al país de los editores egipcios y jordanos. Como habían enviado sus libros con antelación, estos pudieron ser expuestos pero sin la presencia del personal de las editoriales.